# Lac La García
Le lac La García est un lac de barrage situé dans le département d'Antioquia, en Colombie.  

## Géographie
Le lac La García est situé dans la municipalité de Bello, à 10 km au nord-nord-ouest de la ville de Medellín. 